# Испанско-кирибатийские отношения
Испанско-кирибатийские отношения — двусторонние дипломатические отношения между Испанией и Кирибати. Посольство Испании, находящееся в Веллингтоне, Новая Зеландия, аккредитовано в Кирибати.

## Исторические отношения
В начале XVI острова были завоеваны испанскими кораблями. Между 1528—1707 и 1875—1885 годами острова были завоеваны кораблями, которыми командовали Фернан Магеллан, Педро Фернандес де Кирос и Альваро де Сааведра.

### Острова Гилберта
Одно из первых записанных «открытий» островов европейцами было в 1528 году, когда капитан Сааведра открыл остров Тарава. В 1686 году, когда Франсиско де Лескано прибыл на острова Яп и назвал этот архипелаг Каролинскими островами в честь короля Испании Карла II, он распространил это название на острова Палау и на те острова, которые позже были переименованы в острова Гилберта и Маршалловы Острова.

### Острова Феникс
Острова Феникс — набор малонаселённых атоллов, расположенных в Тихом океане, к востоку от островов Гилберта, к западу от островов Лайн и к северу от Самоа. Они были обнаружены и завоеваны Магелланом в 1520 году и оставались под властью Испании до 1899 года, когда по Парижскому договору они перешли к США.

### Острова Лайн
Археологические находки указывают на то, что некоторые острова Лайн были заселены полинезийцами, но когда прибыли европейцы, они уже были необитаемы. Они были включены в британскую колонию на островах Гилберта и Эллис в 1916 году.

## Дипломатические отношения
Испания поддерживает дипломатические отношения с Кирибати с 2011 года, а посольство в Веллингтоне, официально открытое в июне 2009 года, аккредитовано в Кирибати. Как член государств Африки, Карибского бассейна и Тихого океана, Кирибати присоединилось в 2005 году к Соглашению Котону и получает помощь от Европейского союза с целью сокращения, а в долгосрочной перспективе искоренения бедности и оказания помощи в развитии.
Удаленное географическое положение и отсутствие исторических связей объясняют очень низкий уровень двусторонних отношений между двумя странами, которые в основном поддерживаются через институты ЕС, включая помощь в целях развития. 

## Экономические отношения
Кирибати ратифицировало в 2009 году Соглашение о торговле между странами тихоокеанских островов (PICTA), в которое входят еще 10 стран из 14 членов Форума тихоокеанских островов. PICTA ведёт переговоры с ЕС о всеобъемлющем соглашении о региональном экономическом партнерстве AAE, в соответствии с которым экспорт, предназначенный для ЕС, будет беспошлинным.
В сентябре 2012 года было подписано Соглашение об ассоциации рыболовства между Кирибати и Европейским союзом. Оно рассчитано на шесть лет, является возобновляемым и включает рыболовные суда из Испании, Франции и Португалии. Экономические отношения между Кирибати и Испанией очень незначительны; в период с 2008 по 2012 год Испания экспортировала всего 51 000 евро и импортировала 27 000 евро. 

## Сотрудничество
Кирибати подписало Соглашение Котону, по которому оно получает помощь от Европейского Союза. Документ о национальной стратегии для Кирибати (2008—2013 гг.) заложил стратегические рамки для сотрудничества между Европейским союзом и Кирибати в рамках 10-го Европейского фонда развития. Общая сумма ассигнований для Кирибати составила 20 млн. евро. Помощь была направлена на проекты в области питьевой воды, санитарии и возобновляемых источников энергии (например, фотоэлектрические солнечные технологии).
Некоторые проекты между ЕС и Кирибати включали улучшение телекоммуникаций, развитие выращивания морских водорослей на экспорт, использование систем солнечной энергии для самых дальних островов, расширение услуг диспетчерской вышки и борьбу с пожаром в международном аэропорту Тарава Бонрики, медицинские услуги и помощь  для программы профессионального обучения Кирибати.
В рамках программы 11-го Европейского фонда развития (2014—2020) была выделена ориентировочная сумма в 23 млн. евро, из которых 20,5 млн. евро пойдут в основном на устойчивое развитие островов Киритимани. Эти средства будут направлены на развитие промысла тунца и создание завода по переработке, улучшение навигации между островами и развитие туризма.